# Waterloo (Illinois)
Waterloo – miasto w Stanach Zjednoczonych, w stanie Illinois, siedziba administracyjna hrabstwa Monroe.